# Bundesmobilienverwaltung
Die Bundesmobilienverwaltung (BMobV) ist eine nachgeordnete Dienststelle des Bundesministeriums für Arbeit und Wirtschaft. Als Verwaltungseinheit ist sie für die Erhaltung und Pflege der kunst- und kulturhistorisch bedeutenden Mobilien, die dem österreichischen Staat gehören, zuständig. Die Geschichte dieser Verwaltung geht spätestens bis ins Jahr 1747 zurück, als Kaiserin Maria Theresia den ersten Hofmobilieninspektor mit der Inventarisierung, Pflege und Transport des hofärarischen Möbelbestandes betraut.
Die Bundesmobilienverwaltung hat mehrere Aufgaben: Zum Beispiel ist sie für die Ausstattung der Räume von Schloss Schönbrunn, der Kaiser-Appartements und der Präsidentschaftskanzlei im Leopoldinischen Trakt in der Wiener Hofburg, der Hofburg in Innsbruck und anderer Bundesdienststellen sowie der Vertretungsbehörden im Ausland wie Botschaften zuständig.
Zusätzlich gehören zum Ressort der Bundesmobilienverwaltung die Sammlungen der beiden Museen des Mobiliendepots, des kaiserlichen Hofmobiliendepots und der Hofsilber- und Tafelkammer. Die Verwaltung ist für den Leihverkehr der Objekte dieser Sammlungen für nationale und internationale Ausstellungen und Museen zuständig. 
Die Bundesmobilienverwaltung beschäftigt mehrere Mitarbeiter und Experten für die Erhaltung und Restaurierung dieser Objekte.